# Dissimulation
Dissimulation è il secondo album in studio del rapper britannico KSI, pubblicato il 22 maggio 2020.

## Tracce
1. What You Been On – 1:59
2. Cap (featuring Offset) – 3:11
3. Poppin (featuring Lil Pump & Smokepurpp) – 3:33
4. Houdini (featuring Swarmz & Tion Wayne) – 2:48
5. Bad Lil Vibe (featuring Jeremih) – 2:17
6. How It Feel – 2:37
7. Wake Up Call (featuring Trippie Redd) – 2:55
8. Killa Killa (featuring Aiyana-Lee) – 2:31
9. Domain – 3:00
10. Down Like That (featuring Rick Ross, Lil Baby & S-X) – 2:55
11. Undefeated – 2:55
12. Millions – 3:13

Tracce bonus nell'edizione deluxe
1. Complicated – 2:43
2. Tides (featuring AJ Tracey & Rich the Kid) – 3:23
3. Night To Remember (featuring Randolph & S-X) – 2:59
4. Poppin (Remix) (featuring Smokepurpp & Crypt) – 3:19